# .jo
A .jo Jordánia internetes legfelső szintű tartomány kódja, melyet 1994-ben hoztak létre. Csak olyan ember, illetve szervezet regisztráltathat ilyen címet, aki fel tud mutatni valami kapcsolatot az országgal.

## Második szintű tartománynevek
- com.jo – vállalatoknak, szervezeteknek.
- net.jo – internet fenntartóknak.
- gov.jo – kormányzatnak.
- edu.jo – oktatási intézményeknek (egyetemek, főiskolák).
- org.jo – nonprofit szervezeteknek.
- mil.jo – katonaságnak.
- name.jo – egyéneknek.
- sch.jo – iskoláknak.